# Kléber de Carvalho Corrêa
Kléber de Carvalho Corrêa (São Paulo, 1 de abril de 1980), conocido deportivamente como Kléber, es un exfutbolista brasileño, jugaba como lateral izquierdo y su último equipo fue el Figueirense, es considerado como uno de los mejores laterales izquierdos de Brasil.

## Clubes
| Club                   | País     | Año       |
| ---------------------- | -------- | --------- |
| Corinthians            | Brasil   | 1998-2003 |
| → Hannover 96 (cedido) | Alemania | 2003-2004 |
| F. C. Basilea          | Suiza    | 2004-2005 |
| → Santos (cedido)      | Brasil   | 2005      |
| Santos                 | Brasil   | 2006-2008 |
| Internacional          | Brasil   | 2009-2013 |
| Figueirense            | Brasil   | 2014      |

## Palmarés

### Como jugador

#### Torneos regionales
| Título               | Club                     | Estado                     | Año  |
| -------------------- | ------------------------ | -------------------------- | ---- |
| Campeonato Paulista  | Corinthians              | São Paulo                  | 1999 |
| Campeonato Paulista  | Corinthians              | São Paulo                  | 2001 |
| Torneo Río-São Paulo | Corinthians              | Río de Janeiro / São Paulo | 2002 |
| Campeonato Paulista  | Corinthians              | São Paulo                  | 2003 |
| Campeonato Paulista  | Santos FC                | São Paulo                  | 2006 |
| Campeonato Paulista  | Santos FC                | São Paulo                  | 2007 |
| Campeonato Gaúcho    | Sport Club Internacional | Río Grande del Sur         | 2009 |
| Campeonato Gaúcho    | Sport Club Internacional | Río Grande del Sur         | 2011 |
| Campeonato Gaúcho    | Sport Club Internacional | Río Grande del Sur         | 2012 |
| Campeonato Gaúcho    | Sport Club Internacional | Río Grande del Sur         | 2013 |

#### Torneos nacionales
| Título                          | Club        | País   | Año     |
| ------------------------------- | ----------- | ------ | ------- |
| Campeonato Brasileño de Serie A | Corinthians | Brasil | 1998    |
| Campeonato Brasileño de Serie A | Corinthians | Brasil | 1999    |
| Copa de Brasil                  | Corinthians | Brasil | 2002    |
| Primera División de Suiza       | FC Basilea  | Suiza  | 2004-05 |

#### Torneos internacionales
| Título                       | Club                | Sede           | Año  |
| ---------------------------- | ------------------- | -------------- | ---- |
| Mundial de Clubes de la FIFA | Corinthians         | Río de Janeiro | 2000 |
| Copa América                 | Selección de Brasil | Maracaibo      | 2007 |
| Copa FIFA Confederaciones    | Selección de Brasil | Johannesburgo  | 2009 |
| Copa Suruga Bank             | S. C. Internacional | Ōita           | 2009 |
| Copa Libertadores            | S. C. Internacional | Porto Alegre   | 2010 |
| Recopa Sudamericana          | S. C. Internacional | Porto Alegre   | 2011 |